# 尖山新区
尖山新区是中华人民共和国浙江省嘉兴市海宁市下辖的一个类似乡级单位。

## 行政区划
下辖以下地区：
尖山垦区虚拟社区。